# Louise Bille-Brahe
Louise Frederikke Gustava Hochschild, gift lensgrevinde Bille-Brahe (født 18. april 1830 i København, død 4. november 1910 sammesteds) var overhofmesterinde hos de danske dronninger Louise af Hessen-Kassel og Louise af Sverige-Norge 1888-1910.
Hun var datter af svensk minister (gesandt) i København, kammerherre, friherre Carl Hochschild (1785-1857) og Emilia Catharina Oxholm (1799-1881).
14. november 1851 i Berlin ægtede hun lensgreve Henrik Bille-Brahe.